# العلاقات الكورية الجنوبية الكولومبية
العلاقات الكورية الجنوبية الكولومبية هي العلاقات الثنائية التي تجمع بين كوريا الجنوبية وكولومبيا.

## مقارنة بين البلدين
هذه مقارنة عامة ومرجعية للدولتين:
| وجه المقارنة                                              | كوريا الجنوبية                                                          | كولومبيا        |
| --------------------------------------------------------- | ----------------------------------------------------------------------- | --------------- |
| المساحة (كم2)                                             | 100.30 ألف                                                              | 1.14 مليون      |
| عدد السكان (نسمة)                                         | 51.47 مليون                                                             | 49.07 مليون     |
| الكثافة السكانية (ن./كم²)                                 | 513.16                                                                  | 43.04           |
| العاصمة                                                   | سول                                                                     | بوغوتا          |
| اللغة الرسمية                                             | اللغة الكورية                                                           | اللغة الإسبانية |
| العملة                                                    | وون كوري جنوبي                                                          | بيزو كولومبي    |
| الناتج المحلي الإجمالي (بليون دولار)                      | 1.53 تريليون                                                            | 309.19 مليار    |
| الناتج المحلي الإجمالي (تعادل القوة الشرائية) بليون دولار | 1.75 تريليون                                                            | 724.96 مليار    |
| الناتج المحلي الإجمالي الاسمي للفرد دولار أمريكي          | 27.22 ألف                                                               | 7.60 ألف        |
| الناتج المحلي الإجمالي للفرد دولار أمريكي                 |                                                                         | 13.36 ألف       |
| مؤشر التنمية البشرية                                      | 0.901                                                                   | 0.720           |
| رمز المكالمات الدولي                                      | +82                                                                     | +57             |
| رمز الإنترنت                                              | .kr                                                                     | .co             |
| المنطقة الزمنية                                           | توقيت كوريا الجنوبية، ت ع م+09:00، آسيا/سيول ‏، ت ع م+08:00، ت ع م+08:30 | 00              |

## مدن متوأمة
في ما يلي قائمة باتفاقيات التوأمة بين مدن كورية جنوبية وكولومبية:
- ترتبط سول مع بوغوتا باتفاقية توأمة منذ 1968.

## منظمات دولية مشتركة
يشترك البلدان في عضوية مجموعة من المنظمات الدولية، منها:
| علم المنظمة | اسم المنظمة                               | تاريخ انضمام كوريا الجنوبية | تاريخ انضمام كولومبيا |
| ----------- | ----------------------------------------- | --------------------------- | --------------------- |
|             | مؤسسة التمويل الدولية                     | 16 مارس 1964                | 20 يوليو 1956         |
|             | منظمة حظر الأسلحة الكيميائية              | ?                           | ?                     |
|             | يونسكو                                    | 14 يونيو 1950               | 31 أكتوبر 1947        |
|             | الأمم المتحدة                             | 17 سبتمبر 1991              | 5 نوفمبر 1945         |
|             | المنظمة الهيدروغرافية الدولية             | ?                           | ?                     |
|             | منظمة الشرطة الجنائية الدولية             | ?                           | ?                     |
|             | البنك الدولي للإنشاء والتعمير             | 26 أغسطس 1955               | 24 ديسمبر 1946        |
|             | الاتحاد البريدي العالمي                   | ?                           | ?                     |
|             | مؤسسة التنمية الدولية                     | 18 مايو 1961                | 16 يونيو 1961         |
|             | منظمة التجارة العالمية                    | ?                           | ?                     |
|             | الفريق المعني برصد الأرض                  | ?                           | ?                     |
|             | المركز الدولي لتسوية المنازعات الاستشارية | 23 مارس 1967                | 14 أغسطس 1997         |
|             | وكالة ضمان الاستثمار متعدد الأطراف        | 12 أبريل 1988               | 30 نوفمبر 1995        |

## وصلات خارجية
- موقع وزارة الخارجية الكورية الجنوبية